# 藍溪 (猶他州)
藍溪（英語：Blue Creek）是一座位於美國猶他州博克斯埃爾德縣藍溪穀的鬼鎮。

## 描述
此社區是一個鐵路運輸安置點，在第一條橫貫大陸鐵路建設的最後階段開始作爲聯合太平洋鐵路的營地。位於北岬角山的東坡以及藍溪穀，位居斯諾維爾東南15英里（24），特里蒙頓以西20英里（32），現今位於猶他州84號州際公路，藍溪從1860年代末開始存在，直至1900年代被遺棄。
此社區以“藍溪泉”而得名，距離藍溪泉以南2.5英里（4.0）。最初被作爲一個鐵路營地，之後藍溪成爲了一個农业社區，包含一些疏落的房屋和一個郵政局。
在19世紀拓荒者亞歷山大·托龐斯的自传中寫道“在1869年的4月和5月，科琳娜與藍溪皆為比較活躍的地區。在後者擁有一個大型建築營地，一般被稱爲“死亡之路”，亦被部分人稱之爲“地獄半畝地”。

## 外部鏈接
- Panoramio上藍溪的照片